# Campionato mondiale di hockey su ghiaccio - Terza Divisione 2010
Il Campionato mondiale di hockey su ghiaccio - Terza Divisione 2010 è stato un torneo di hockey su ghiaccio organizzato dall'International Ice Hockey Federation. Il torneo si è disputato fra il 13 e il 18 aprile 2010. Le otto squadre partecipanti sono state divise in due gironi da quattro ciascuno. Il torneo del Gruppo A si è svolto nella città di Kockelscheuer, in Lussemburgo. Le partite del Gruppo B invece si sono disputate a Erevan, in Armenia.
La IIHF ha annunciato il 5 febbraio 2010 che il Gruppo A non avrebbe più disputato le proprie gare ad Atene a causa della crisi economica che ha investito la Grecia, e che quindi l'organizzazione sarebbe passata al Lussemburgo, sulla pista di ghiaccio di Kockelscheuer. L'Irlanda nel Gruppo A e la Corea del Nord nel Gruppo B si sono guadagnate la partecipazione alla Campionato mondiale di hockey su ghiaccio - Seconda Divisione 2011. La Corea del Nord ha terminato al secondo posto del gruppo dietro all'Armenia, ma a causa di irregolarità nell'iscrizione di alcuni giocatori i risultati sportivi di quest'ultima sono stati considerati nulli.

## Partecipanti

### Gruppo A
| Nazionale           | Qualificazione                                   |
| ------------------- | ------------------------------------------------ |
| Lussemburgo         | Ospitante, terzo nella Terza Divisione del 2009. |
| Grecia              | Quarta nella Terza Divisione del 2009.           |
| Irlanda             | Quinta nella Terza Divisione del 2009.           |
| Emirati Arabi Uniti | Prima partecipazione a un Campionato mondiale.   |

### Gruppo B
| Nazionale      | Qualificazione                                                         |
| -------------- | ---------------------------------------------------------------------- |
| Corea del Nord | Sesta e retrocessa dalla Seconda Divisione - Gruppo A del 2009.        |
| Sudafrica      | Sesto e retrocesso dalla Seconda Divisione - Gruppo B del 2009.        |
| Armenia        | Ospitante, non ha partecipato all'ultimo Campionato mondiale.          |
| Mongolia       | Sesta nella Terza Divisione del 2009 a causa del ritiro della squadra. |

## Gruppo A

### Incontri
| Kockelscheuer 14 aprile 2010, ore 16:30 | Grecia | 7 – 1 (2-1; 1-0; 2-0) referto | Emirati Arabi Uniti | Patinoire de Kockelscheuer (131 spett.) |

| Kockelscheuer 14 aprile 2010, ore 20:15 | Irlanda | 6 – 4 (0-0; 5-1; 1-3) referto | Lussemburgo | Patinoire de Kockelscheuer (635 spett.) |

| Kockelscheuer 15 aprile 2010, ore 16:30 | Grecia | 1 – 3 (1-0; 0-3; 0-0) referto | Irlanda | Patinoire de Kockelscheuer (102 spett.) |

| Kockelscheuer 15 aprile 2010, ore 20:00 | Lussemburgo | 3 – 2 (1-0; 1-1; 1-1) referto | Emirati Arabi Uniti | Patinoire de Kockelscheuer (495 spett.) |

| Kockelscheuer 17 aprile 2010, ore 16:30 | Emirati Arabi Uniti | 2 – 8 (0-2; 0-4; 2-2) referto | Irlanda | Patinoire de Kockelscheuer (250 spett.) |

| Kockelscheuer 17 aprile 2010, ore 20:00 | Lussemburgo | 1 – 2 (0-0; 0-1; 1-1) referto | Grecia | Patinoire de Kockelscheuer (1.150 spett.) |

### Classifica
| Pos. |                     | PG | V | VOT | POT | P | GF | GS | DR  | Pt |
| 1.   | Irlanda             | 3  | 3 | 0   | 0   | 0 | 17 | 7  | +10 | 9  |
| 2.   | Grecia              | 3  | 2 | 0   | 0   | 1 | 10 | 5  | +5  | 6  |
| 3.   | Lussemburgo         | 3  | 1 | 0   | 0   | 2 | 8  | 10 | -2  | 3  |
| 4.   | Emirati Arabi Uniti | 3  | 0 | 0   | 0   | 3 | 5  | 18 | -13 | 0  |

### Riconoscimenti individuali
- Miglior portiere: Kevin Kelly -  Irlanda
- Miglior attaccante: Mark Morrison -  Irlanda
- Miglior difensore: Francois Schons -  Lussemburgo

### Classifica marcatori
| Giocatore         | PG | G | A | Pt | +/- | MP |
| ----------------- | -- | - | - | -- | --- | -- |
| Mark Morrison     | 3  | 4 | 2 | 6  | +3  | 4  |
| Dimitrios Kalyvas | 3  | 1 | 5 | 6  | +2  | 8  |
| Georgios Kalyvas  | 3  | 4 | 1 | 5  | +2  | 4  |
| Sean Dooley       | 3  | 3 | 2 | 5  | +3  | 4  |
| Gareth Roberts    | 3  | 3 | 2 | 5  | 0   | 2  |
| Steven Ewen       | 3  | 2 | 3 | 5  | +4  | 2  |
| Juma Al Dhaheri   | 3  | 4 | 0 | 4  | -1  | 4  |
| Robert Beran      | 3  | 3 | 1 | 4  | 0   | 29 |
| Benny Welter      | 3  | 2 | 2 | 4  | -2  | 0  |
| Stephen Hamill    | 3  | 1 | 3 | 4  | +4  | 6  |

Fonte: IIHF.com

## Classifica portieri
| Giocatore          | Min    | TC  | GS | SO | MGS  | Sv%   |
| ------------------ | ------ | --- | -- | -- | ---- | ----- |
| Ntalimpor Ploutsis | 179:39 | 90  | 5  | 0  | 1.67 | 94.44 |
| Philippe Lepage    | 132:37 | 57  | 4  | 0  | 1.81 | 92.98 |
| Anthony Kimlin     | 160:00 | 57  | 5  | 0  | 1.88 | 91.23 |
| Khaled Al Suwaidi  | 173:09 | 104 | 17 | 0  | 5.89 | 83.65 |

Fonte: IIHF.com

## Gruppo B

### Incontri
| Erevan 14 aprile 2010, ore 16:00 | Mongolia | 1 – 22 (0-7; 0-9; 1-6) | Corea del Nord | Karen Demirchyan Complex |

| Erevan 14 aprile 2010, ore 20:00 | Sudafrica | 2 – 9 (1-4; 1-3; 0-2) | Armenia | Karen Demirchyan Complex |

| Erevan 15 aprile 2010, ore 16:00 | Sudafrica | 12 – 1 (5-1; 6-0; 1-0) | Mongolia | Karen Demirchyan Complex |

| Erevan 15 aprile 2010, ore 20:00 | Corea del Nord | 6 – 7 (3-1; 2-5; 1-1) | Armenia | Karen Demirchyan Complex |

| Erevan 17 aprile 2010, ore 16:00 | Corea del Nord | 4 – 3 (1-0; 1-1; 2-2) | Sudafrica | Karen Demirchyan Complex |

| Erevan 17 aprile 2010, ore 20:00 | Armenia | 15 – 0 (6-0; 5-0; 4-0) | Mongolia | Karen Demirchyan Complex |

### Classifica
| Pos. |                | PG | V | VOT | POT | P | GF | GS | DR  | Pt |
| 1.   | Armenia        | 3  | 3 | 0   | 0   | 0 | 31 | 8  | +23 | 9  |
| 2.   | Corea del Nord | 3  | 2 | 0   | 0   | 1 | 32 | 11 | +21 | 6  |
| 3.   | Sudafrica      | 3  | 1 | 0   | 0   | 2 | 17 | 14 | +3  | 3  |
| 4.   | Mongolia       | 3  | 0 | 0   | 0   | 3 | 2  | 49 | -47 | 0  |

### Finale per il 3º posto
| Erevan 18 aprile 2010, ore 16:00 | Sudafrica | 8 – 3 (3-1; 1-2; 4-0) | Mongolia | Karen Demirchyan Complex |

### Finale
| Erevan 18 aprile 2010, ore 20:00 | Armenia | 2 – 5 (1-2; 1-2; 0-1) | Corea del Nord | Karen Demirchyan Complex |